# Territorios vikingos de las Islas del Norte

Islas del Norte hacia el siglo

Los territorios vikingos de las Islas del Norte es un acontecimiento histórico de conquista y asentamiento de colonos vikingos procedentes principalmente de Noruega y que comprende los territorios insulares de las Islas Hébridas e Isla de Man (nórdico antiguo: Suðreyjar o islas meridionales) e Islas Orcadas y Shetland (nórdico antiguo: Norðreyjar o islas septentrionales) y que más tarde se extendió hacia regiones de Caithness y Sutherland en Escocia. Las fuentes de información históricas que más se contrastan sobre el desarrollo de los acontecimientos y los caudillos que gobernaron aquellas tierras son la saga Orkneyinga, saga de Njál, Chronica Regum Manniae et Insularum, Historia Norwegiæ, Anales fragmentarios de Irlanda, Anales de Tigernach, Anales de Inisfallen, Crónica de los reyes de Alba y Heimskringla.
Todos los gobernantes sobre estos territorios fueron vasallos de los reyes de Noruega, con algunas excepciones esporádicas y en un periodo más tardío fueron los monarcas del reino de Alba quienes gobernaron Caithness y Sutherland. El primer jarl conocido de las Islas del Norte fue Rognvald Eysteinsson, jarl de Møre (m. 890) y primer jarl de las Órcadas y Shetland. Todos los gobernantes de las Órcadas, salvo una excepción, fueron descendientes de Rognvald o de su hermano Sigurd Eysteinsson. No obstante, en muchas partes las viejas tradiciones nórdicas siguieron patentes como se menciona en los Anales de Innisfallen que cita como las islas más occidentales (supuestamente las Hébridas) no estaban gobernados por reyes o jarls sino por las «asambleas de hombres libres que regularmente elegían un lagman para decidir sobre sus asuntos públicos», haciendo referencia solapada a los típicos thing escandinavos.
Las relaciones entre los diferentes jarls de las islas no siempre fueron todo lo cordiales que cabría esperar. Entre los siglos IX y XIII las disputas y ambiciones territoriales fueron prácticamente continuas entre los señores de la guerra escandinavos, los reyes irlandeses, eventualmente los pictos, el reino de Dublín e incluso la intervención de los mismos reyes noruegos (ya fuese directamente o por sus vasallos, normalmente jarls de las Órcadas), y no hay duda que la dinastía hiberno-nórdica de los Uí Ímair a finales del siglo VIII tuvo mucha influencia en esos acontecimientos. Algunos de esos caudillos reclamaron el título de monarcas del reino de Mann, sobre todo en el ocaso del dominio escandinavo. A finales del siglo XI hubo un breve periodo de gobierno directo de la corona noruega sobre las islas bajo el reinado de Magnus III aunque pronto los descendientes de Godred Crovan tomarían el relevo para un largo dominio territorial como reyes de Mann y las Islas.

## Reino de Mann
La Isla de Man estuvo bajo dominio vikingo desde la década de 870, algunos de los nuevos residentes procedían de otros asentamientos hiberno-nórdicos y trajeron consigo incluso la lengua gaélica lo que demuestra un proceso de asimilación e integración con la cultura y pueblos autóctonos. En comparación con otros emplazamientos contemporáneos, los vestigios arqueológicos en Mann son mucho más abundantes que cualquier otro lugar de las islas británicas, aunque los registros históricos sin embargo son escasos.

## Hébridas
La primera mención histórica aparece en los Annales Bertiniani y la conquista de las Hébridas interiores por los vikingos en 847. La saga Orkneyinga, menciona que hacia 872 Harald I se hizo con el poder de prácticamente todos los reinos vikingos de Noruega y muchos opositores escaparon hacia las Islas del Norte, aunque la corona siguió persiguiendo a los oponentes y en 875 (o una década más tarde) incorporó las islas occidentales al reino. Un año más tarde los caudillos vikingos locales se levantaron en armas y Harald I envió a Ketil Nariz Chata para subyugar a los rebeldes, cosa que logró pero el precio fue la autoproclamación de Ketil como «rey de las islas», título que conservaría el resto de su vida, aunque algunos historiadores opinan que la descripción como monarca es excesiva ya que se refiere más al prestigio e influencia lograda como figura política. Según el historiador James Hunter «estaba a cargo del dominio de una isla extensa y, en consecuencia, era suficientemente prestigioso para contemplar acuerdos y alianzas con otros príncipes». Alex Woolf opina que la figura de Ketill «parece más una historia creada de forma artificial y tardía para legitimar los derechos de soberanía noruega en la región».

### Gobernantes de las Hébridas
| Fecha              | Nombre                  | Gobierno                      | Notas                                                                         |
| ------------------ | ----------------------- | ----------------------------- | ----------------------------------------------------------------------------- |
| Antes del siglo IX | Indech mac Dé Domnand   | «Rey de Fomoré».              | [ 11 ]                                                                        |
| Antes del siglo IX | Balor, nieto de Nét     | «Rey de las Hébridas».        | [ 11 ]                                                                        |
| m. 853             | Gofraid mac Fergusa     | «Rey de las Hébridas».        | [ 13 ]                                                                        |
| m. 880             | Ketill Finn             | «Rey de las Islas».           | [ 14 ]                                                                        |
| m. 937             | Gebeachan               | «Rey de las Islas».           | Murió en la batalla de Brunanburh, luchando al lado de Olaf III Guthfrithson. |
| m. 980             | Conmael mac Gilla Airi  | «Rey tributario de los Gaell» | Murió en la Batalla de Tara, luchando al lado de Olaf Cuaran.                 |
| m. 1005            | Ragnald Godfredsson     | «Rey de las Islas».           | [ 17 ]                                                                        |
| m. 1065            | Echmarcach mac Ragnaill | «Rey de las Islas».           | [ 18 ]                                                                        |
| m. 1095            | Godred Crovan           | «Rey de Mann y las Islas».    | [ 19 ]                                                                        |

## Orcadas y Shetland
El romano Plinio el Viejo ya escribió sobre las Orcadas y los escritores gaélicos llamaban al archipiélago Insi Orc (islas de los jabalíes), que los vikingos confundieron con orkn (foca en nórdico antiguo). En el siglo XI, los jarls de las Orcadas se encontraban en el apogeo de su poder. El jarl Thorfinn el Poderoso, también gobernaba sobre Caithness, Sutherland y parece muy probable también la costa occidental de Escocia y las Hébridas. El historiador Magnús Stefánsson describe la situación en las islas Hébridas y Mann como muy inestable, en constante conflicto y rivalidad entre caudillos. El señor de la guerra procedente de las Hébridas, Gofraidh Crobhán fue capaz de unificar ambos territorios como un reino prácticamente independiente. Entre 1098 y 1099 el rey Magnus III de Noruega invadió las Hébridas y afirmó su derecho sobre la soberanía del archipiélago. Volvió a invadirlas entre 1102 y 1103 y los acontecimientos sugieren que Magnús pretendía unificar las Orcadas, las Hébridas y Mann bajo el control de su sucesor Sigurd I de Noruega.

### Jarls de las Orcadas
Las Orcadas nunca fueron gobernadas de forma independiente, siempre estuvieron sometidos a la corona noruega y los jarls también tenían dominio sobre Caithness (Escocia) y, hasta 1194 las islas Shetland. Los jarls vikingos de las Orcadas fueron:
- Rognvald el Sabio, jarl de Møre, siglo IX
- Sigurd Eysteinsson (Sigurd el Poderoso), hermano de Ragnvald, siglo IX
- Guthorm Sigurdsson, c. 890
- Hallad Rognvaldsson, c. 891–c. 893
- Torf-Einarr (Turf-Einar), c. 893–c. 910
- Arnkel Turf-Einarsson, 946–954 (muerto en el campo de batalla en Stainmore, Inglaterra, entre los límites de Yorkshire y Westmorland en 954).[25]
- Erlend Turf-Einarsson, (m. 954) (muerto junto a su hermano Arnkell en la batalla de Stainmore.)
- Thorfinn Hausakljúfr, c. 963–c. 976
- Arnfinn Thorfinnsson, con Havard, Ljot y Hlodvir, c. 976–c. 991
- Havard Thorfinnsson, con Arnfinn, Ljot y Hlodvir, c. 979–c. 980
- Ljot Thorfinnsson, con Havard, Ljot y Hlodvir, c. 976–c. 991
- Hlodvir Thorfinnsson, con Havard, Ljot y Hlodvir, c. 980–c. 987
- Sigurd Hlodvirsson (Sigurd el Fuerte), 991–1014
- Brusi Sigurdsson, con Einar, Sumarlidi y Thorfinn, 1014–1030
- Einar Sigurdsson, con Brusi y Sumarlidi, 1014–1020
- Sumarlidi Sigurdsson, con Brusi y Einar, 1014–1015
- Thorfinn Sigurdsson (Thorfinn el Poderoso), con Brusi y Rögnvald, 1020–1064
- Rögnvald Brusason, con Thorfinn, c. 1037–c. 1045
- Pablo y Erlend Thorfinnsson, 1064–1098
- Sigurd I de Noruega (Sigurd el Cruzado), impuesto por su padre Magnus III, 1098–1103
- Haakon Paulsson, hijo de Paul Thorfinsson, con Magnus, 1103–1123
- Magnus Erlendsson (Magnus el Santo), con Haakon, 1108–1117
- Harald Haakonsson, con Paul, 1122–1131
- Paul Haakonsson, con Harald, 1122–1137
- Rögnvald Kali Kolsson (Rögnvald el Santo), con Harald Maddadsson y Erlend, 1136–1158
- Harald Maddadsson, con Rögnvald, Erlend y Harald Eiriksson, 1134–1206
- Erlend Haraldsson, hijo de Harald Haakonsson, con Harald Maddadsson, 1151–1154
- Harald Eiriksson, en Caithness, nieto de Rögnvald Kali, con Harald, 1191–1194
- David Haraldsson, con Heinrik y Jon, 1206–1214
- Heinrik Haraldsson, en Caithness, con David y Jon, 1206–1215
- Jon Haraldsson, con David y Heinrik, 1206–1231

La mayoría de historiadores coinciden que Sigurd el Poderoso, Thorfinn Sigurdsson y Harald Maddadsson fueron los más influyentes y afamados jarls de la historia. Aunque a efectos históricos la Era vikinga finalizó en 1066, los caudillos hiberno-nórdicos de los territorios vikingos de las Islas del Norte mantuvieron el perfil clásico de guerrero territorial,  mercenario, conservando algunas costumbres paganas, y sujeto a las rutinas de clanes familiares típicos de Escandinavia, por lo menos hasta 1171 con el fin del último reinado de un monarca escandinavo en Dublín, Hasculf Thorgillsson y hasta 1266 con el Tratado de Perth y la pérdida de Caithness, Mann y las Hébridas a favor de Escocia.